# Rhynie Chert

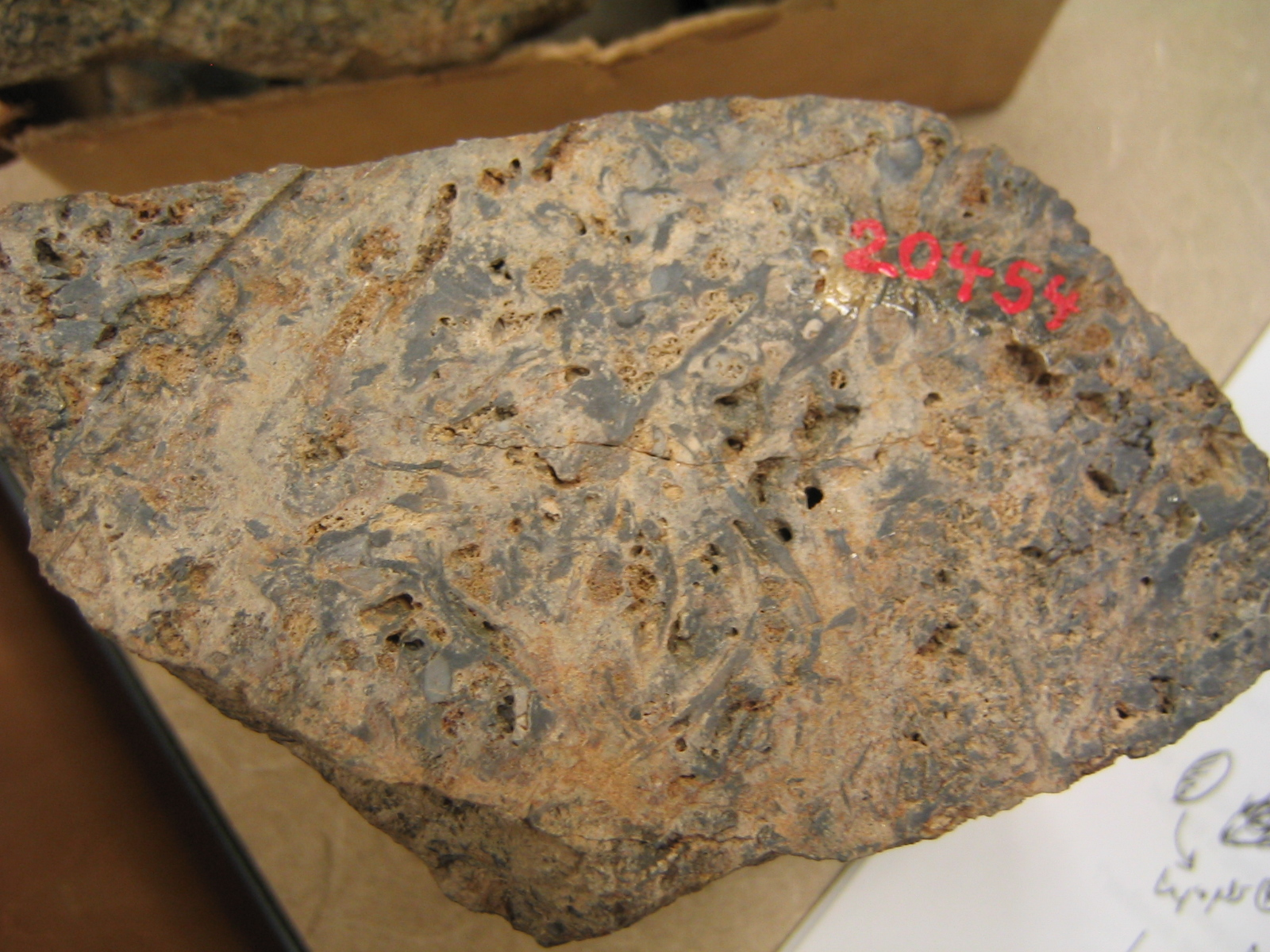
Próbka skały z Rhynie Chert z kolekcji Uniwersytetu Harvarda

Rhynie Chert – stanowisko paleontologiczne typu Konservat-Lagerstätten zawierające skamieniałości roślinne i zwierzęce jednego z najstarszych ekosystemów lądowych z wczesnego dewonu (pragu; około 400 mln lat temu). Stanowisko znajduje się na północ od wioski Rhynie (Aberdeenshire, Szkocja). Odkryte zostało w 1912 roku przez miejscowego lekarza dra W. Mackie'go.
Skamieniałości zachowane są w martwicach krzemionkowych, tworzących się w pobliżu gorących źródeł i gejzerów. Wskutek mineralizacji krzemionką skamieniałości mają bardzo dobrze zachowaną mikrostrukturę części miękkich (rośliny z zachowaną strukturą komórkową, nawet wraz z aparatami szparkowymi).
Zespół skamieniałości z Rhynie Chert obejmuje około 60 taksonów flory i fauny:
- sinice (np. Archaeothrix, Kidstoniella, Longiella, Rhyniococcus)
- grzyby
- najstarsze znane porosty (Winfrenatia)
- zielenice (Mackielle, Rhynchertia)
- ramienice (Palaeonitella)
- nematofity (Nematophyton, Nematoplexus) – o nieustalonej pozycji systematycznej
- rośliny telomowe:
  - ryniofity (Aglaophyton, Rhynia)
  - zosterofilofity (Trichopherophyton, ?Nothia)
  - prawidłakowce (Asteroxylon)

oraz stawonogi:
- eutykarcinoidy z rodzaju Heterocrania[1]
- pajęczaki:
  - trigonotarbidy z rodzaju Palaeocharinus[2]
  - roztocze z rodzaju Protacarus[2]
  - kosarze z rodzaju Eophalangium[3]
- pareczniki z rodzaju Crussolum[4]
- słodkowodne skorupiaki z rodzajów: Lepidocaris, Castracollis[5] i Ebullitiocaris[6]
- najstarsze znane sześcionogi: skoczogonki Rhyniella praecursor[7]
- rodzaje o niepewnej przynależności: Rhyniognatha (parecznik lub owad[8]), Leverhulmia (wij lub owad[1][8]), Rhyniomonstrum (pajęczak lub wij[1])